# Asianux
Asianux 是一套 Linux 伺服器作業系統，它由中國，日本和韓國的 linux 開發公司聯合研發。參與開發的公司包括紅旗軟體公司（中國），Miracle Linux Corporation（日本）及 Haansoft,INC（韓國）。
Asianux 至力於提供標準化的 Linux 企業平台給亞洲的企業。它提供了可靠性高，彈性高，易於管理及高硬體及軟體相容性的作業平台。